# Max Fürst (Maler)

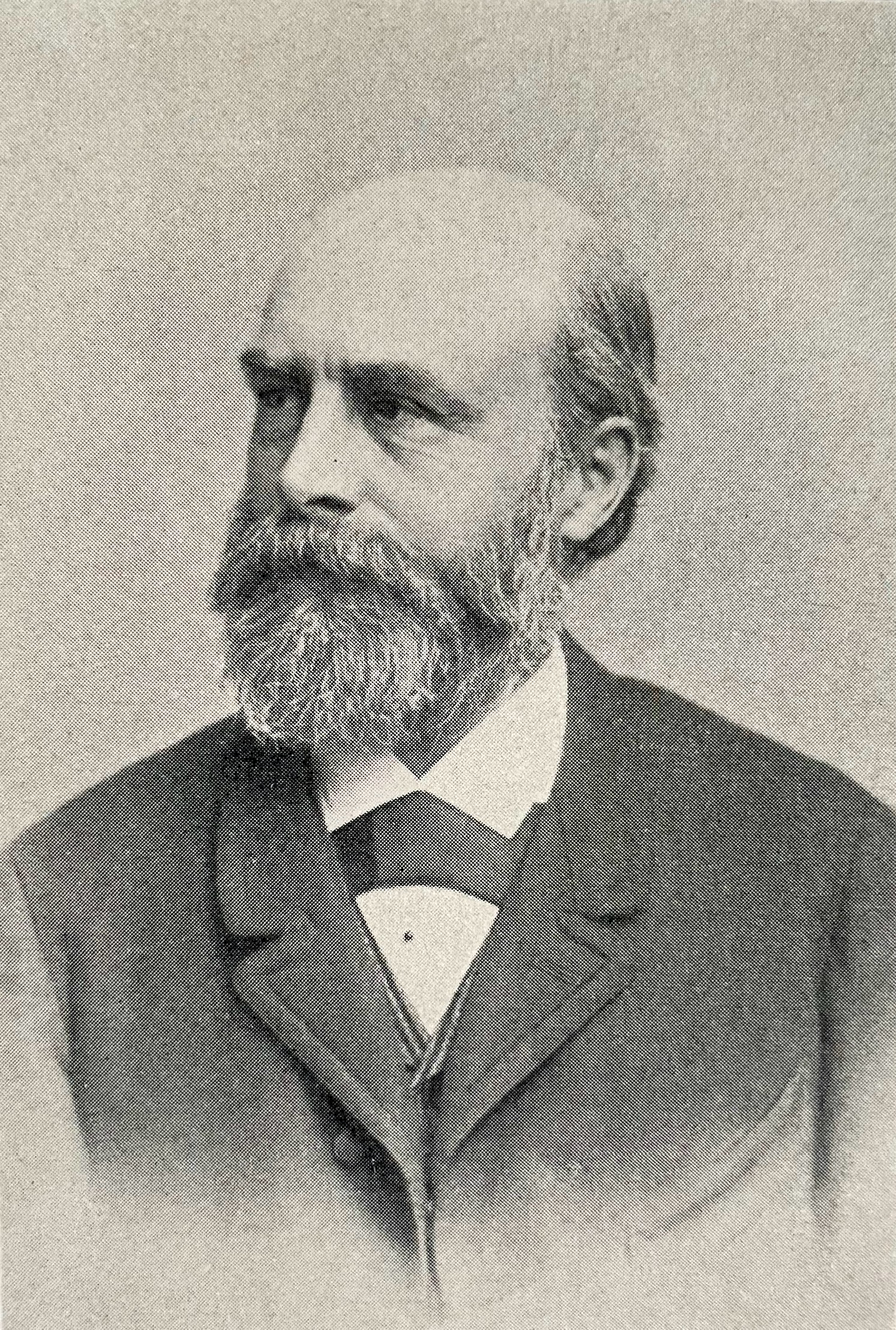
Porträt von Max Fürst

Max Fürst (* 15. Oktober 1846 in Traunstein; † 30. August 1917 in München) war ein deutscher Historienmaler und Heimatforscher.

## Leben
Max Fürst war der Sohn eines Traunsteiner Messners. Am 25. April 1863 immatrikulierte er sich an der Münchner Königlichen Akademie der Künste für die Antikenklasse. Unter dem Einfluss seines Lehrers und Gönners Johann von Schraudolph wandte er sich der religiösen Malerei zu. Bereits 1869 erhielt er für das Bild „Moses schützt die Töchter des Jethro“ den Jahrespreis sowie die Silbermedaille der Münchner Akademie. 1872 begab er sich zu Studienzwecken nach Rom, wo er u. a. das Ölgemälde „Zur Katakombe“ malte. Nach seiner Rückkehr ließ er sich in München nieder und schuf nachfolgend zahlreiche Altargemälde und Wandmalereien für Kirchen, hauptsächlich in Oberbayern. Sein umfangreichster Auftrag dürften 30 Deckenbilder für die St.-Oswalds-Pfarrkirche in Traunstein gewesen sein (1904–1909).
Max Fürst war seit 1876 Mitglied des Vereins für Christliche Kunst und ab 1883 dessen langjähriger zweiter Vorsitzender. Neben seiner Tätigkeit als Maler verfasste er 1901 das „Biographische Lexikon für das Gebiet zwischen Inn und Salzach“ sowie mehrere lokalgeschichtliche und kunsthistorische Schriften, die in verschiedenen Zeitungen und Zeitschriften erschienen. 1884 veröffentlichte er ein Büchlein über die Geschichte der Traunsteiner St.-Oswald-Kirche und 1918 die Schrift „König Ludwig I. von Bayern und seine Bauwerke“.
In Anerkennung seiner Verdienste, die sich Max Fürst als Maler und Heimatschriftsteller erwarb, ernannte ihn seine Heimatstadt Traunstein 1909 zu ihrem Ehrenbürger. Als Mitbegründer des Traunsteiner St.-Georg-Vereins wurde er später dessen Ehrenmitglied.

## Werke (Auswahl)
Malerei

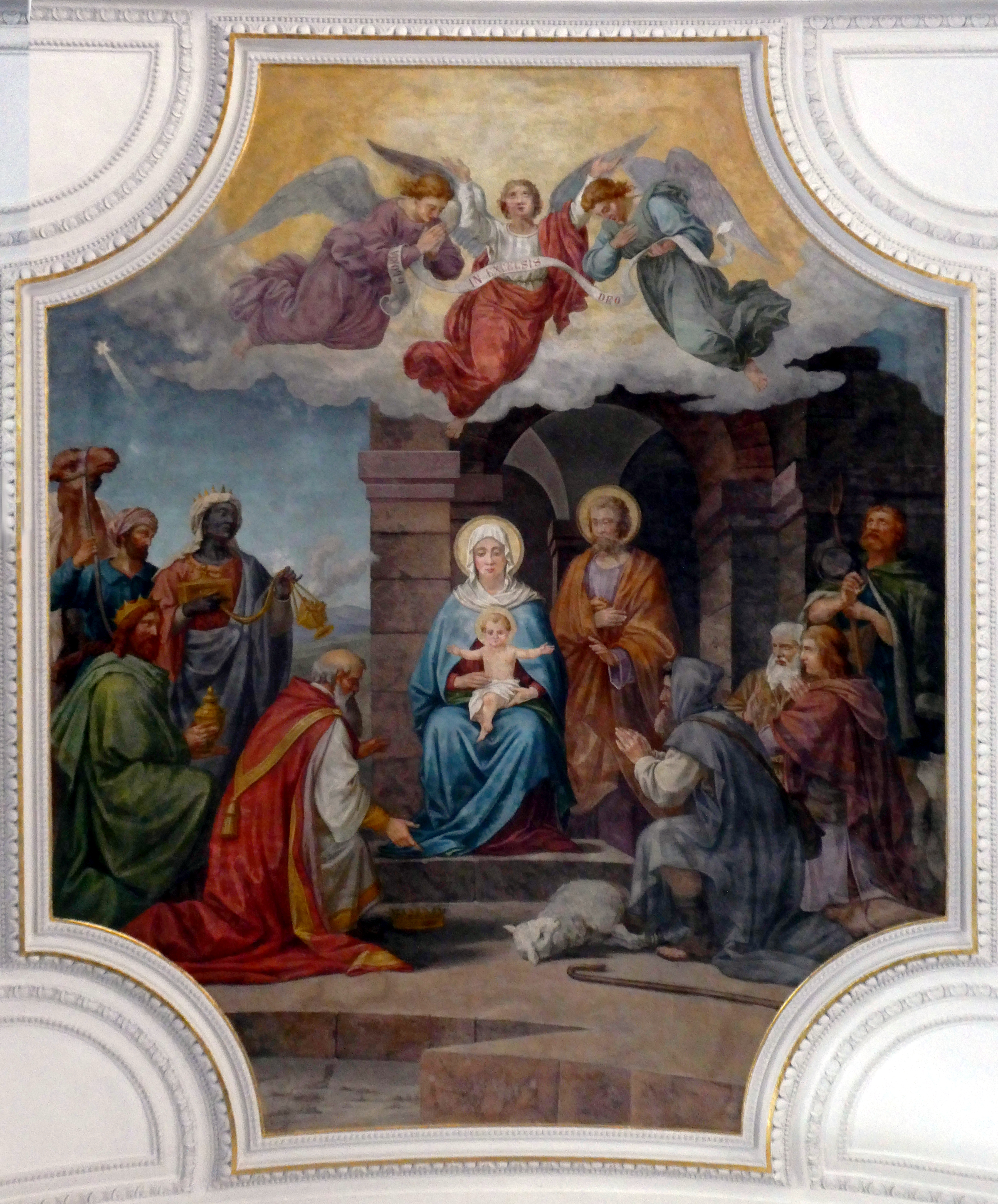
Vachendorf, Deckengemälde

- Bergen, Pfarrkirche St. Ägidius: Wandmalereien (1883–1893)
- Chieming, Pfarrkirche Mariä Himmelfahrt: Gemälde des Hauptaltars (~ 1885)
- Frasdorf, Pfarrkirche St. Margaretha: Johannes der Täufer (1885)
- Grabenstätt, Pfarrkirche St. Maximilian: vollständige Ausmalung (1873–1878)
- Litzldorf bei Bad Feilnbach, Pfarrkirche St. Michael: Deckengemälde zum Leben Jesu (um 1870)
- Kloster Maria Eck: Wandfresken zur Antoniuslegende in der St.-Antonius-Kapelle
- Mettenheim (Bayern), Pfarrkirche St. Michael: Zwei Seitenaltargemälde mit Auszugsbildern (1888)
- Oberaudorf, Pfarrkirche Mariä Himmelfahrt: Wandgemälde (1877)
- Rosenheim, Loretokapelle: Fresken Verkündigung Mariens, Geburt Christi und Himmelskönigin (1887)
- Vachendorf, Pfarrkirche Mariä Himmelfahrt: Deckengemälde (1894/95), Oberbilder der Seitenaltäre[4].
- Welshofen, Pfarrkirche St. Peter: Fünf Deckengemälde und zwei Wandgemälde (1880)[5]
- Straubing, Karmelitenkirche: Vier große Wandgemälde (1879–1883)
- Straßburg, Kirche des Bürgerspitals: Ölgemälde-Zyklus „Die Werke der Barmherzigkeit“

sowie die profanhistorischen Gemälde
- „Drusus und die deutsche Seherin an der Elbe“
- „Bildnis des Malers Nikolaus Gysis“ (1865)[6]

Schriften
- Geschichte der St. Oswalds-Kirche in Traunstein. Traunstein 1884 (Digitalisat).
- Biographisches Lexikon für das Gebiet zwischen Inn und Salzach. München 1901 (Digitalisat).
- König Ludwig I. von Bayern und seine Bauwerke. Allgemeine Vereinigung für christliche Kunst, München 1918.
- Traunstein im 19. Jahrhundert. Ed. Leopoldseder. Traunstein 1900.